# Супер (фильм)
«Супер» (англ. Super) — американская чёрная комедия режиссёра Джеймса Ганна, пародирующая фильмы о супергероях. Съёмки проходили с 9 декабря 2009 по 24 января 2010 года в Шривпорте, дополнительные съёмки проходили дома у Джеймса Ганна в Лос-Анджелесе. Композитор — Тайлер Бэйтс, уже работавший с Ганном над фильмом «Слизняк» и веб-сериалом «Порно для всей семьи».
Премьера состоялась 12 сентября 2010 года на Кинофестивале в Торонто. В США фильм вышел в прокат 1 апреля 2011 года, в СНГ выход в прокат был запланирован на 8 сентября 2011 года, но по неизвестным причинам показ в СНГ был отменён, несколько раз премьера переносилась, но так и не состоялась.
Сценарий фильма был написан примерно в 2002—2003 годах, ещё до выхода таких фильмов, как «Пипец» и «ЗащитнеГ».

## Сюжет
Повар Фрэнк Дарбо, работающий в ресторане, вспоминает свои единственные два хороших момента из прошлого среди всех разочаровывающих моментов в его жизни: женитьбу на своей жене Саре и инцидент, в котором он подсказал полицейскому, куда побежал пробежавший мимо него похититель кошельков. Фрэнк увековечивает эти два события в паре рисунков карандашом, которые он вешает на стену для своего вдохновения. Сара, выздоравливающая наркоманка, бросает Фрэнка ради Жака, харизматичного владельца стрип-клуба, который подсадил её на наркотики. Фрэнк после расставания с женой впадает в депрессию, когда ему открывается видение, в котором его касается перст Божий и он встречает Святого Мстителя, супергероя из общедоступного телевизионного шоу (основанного на реальном сериале о христианских супергероях), Библмена), который говорит Фрэнку, что Бог избрал его для особой цели. Фрэнк считает, что Бог избрал его, чтобы стать супергероем, и ходит в местный магазин комиксов за вдохновением. Его заявление о том, что он создает нового супергероя, было встречено с энтузиазмом продавщицей магазина Либби. Фрэнк создаёт для себя костюм супергероя и берёт себе новое имя «Багряный Болт».
Вооруженный гаечным ключом, он начинает бороться с преступностью, жестоко избивая различных нарушителей правил, от торговцев наркотиками и растлителей малолетних до человека, который сокращает очередь на фильмы. «Багряный Болт» вскоре стал сенсацией в средствах массовой информации. Изначально СМИ рассматривали его как агрессивного психопата, но он начинает получать признание общественности после того, как становится известно о криминальном прошлом многих из его жертв. Позже Фрэнк пытается спасти Сару в доме Жака, но головорезы Жака узнают его под костюмом и стреляют ему в ногу, когда он пытается убежать, перелезая через забор.
Раненый Фрэнк обращается к Либби за помощью. Либби уговаривает Фрэнка позволить ей стать напарником Багрового болта, окрестив себя «Болтиком» и сделав свой костюм. Она оказывается ещё более расстроенной, чем Фрэнк, используя свой облик супергероя, когда чуть не убила человека, который, возможно, разрушил машину её подруги. Фрэнк сначала решает отпустить её, но меняет своё мнение, когда Либби спасает его от головорезов Жака на заправке. Вскоре Либби влюбляется в Фрэнка, но он отвергает её ухаживания, настаивая на том, что всё ещё женат. Утверждая, что это другое, когда они являются супергероями, Либби насилует Фрэнка, когда они оба в костюмах. Фрэнк бежит в ванную и его вырывает в унитаз, где он встречает видение Сары в туалете. Он решает, что пора спасти ее от Жака.
Вооружившись ружьями, самодельными бомбами и бронежилетами, Фрэнк и Либби пробираются на ранчо Жака, убивая первых нескольких встречных охранников. В ходе проникновения оба оказываются застреленными. Фрэнк был ранен в грудь, но его спас пуленепробиваемый жилет. Однако Либби оказалась ранена прямо в голову и погибает. Опустошенный её смертью, Фрэнк приходит в ярость и убивает всех головорезов Жака. Внутри Жак стреляет во Фрэнка, но Фрэнк берёт верх и смертельно ранит Жака, пока Сара в ужасе наблюдает за этим.
Фрэнк забирает её домой, и она остается там на несколько месяцев «из чувства долга» за спасение её жизни, как предполагает Фрэнк. Однако она снова уходит от него. На этот раз ей удается преодолеть свою зависимость и использовать свой опыт, чтобы помочь другим с аналогичными проблемами. Она снова выходит замуж и имеет четверых детей. Фрэнк убежден, что её дети изменят мир к лучшему. Сам же Фрэнк, теперь живёт с домашним кроликом и смотрит на стену своих счастливых воспоминаний. Стена увешана фотографиями его опыта, проведенного с Либби, и фотографиями детей Сары, которые называют его «дядей Фрэнком». Фрэнк смотрит на фотографию Либби, и по его щеке катится слеза.

## В ролях
- Рэйн Уилсон — Фрэнк д’Арбо / Багряный Болт (Алый Болт)
- Эллен Пейдж — Либби / Болтик (Гаечка)
- Лив Тайлер — Сара Хельгелэнд
- Кевин Бейкон — Жак
- Грегг Генри — детектив Джон Фелкнер
- Майкл Рукер — Эйб
- Андре Ройо — Хэмилтон
- Шон Ганн — Тоби
- Стивен Блекхарт — Квилл
- Линда Карделлини — продавец в зоомагазине
- Нейтан Филлион — Святой Мститель
- Роб Зомби — Иисус

## Отзывы
Фильм получил смешанные отзывы кинокритиков. На Rotten Tomatoes положительными оказались 45 % рецензий. На Metacritic средний рейтинг фильма составляет 50 баллов из 100 на основе 26 обзоров.

## Сходство с фильмом «Пипец»
Незадолго до выхода «Супер» был выпущен ещё один фильм на тему супергероев-любителей «Пипец».
В процессе производства Ганн стал другом создателя «Пипца» Марка Миллара, узнал о другом фильме. В интервью после выхода «Супер» он прокомментировал: «Я определённо опасался этого, я подумал, что „Это отстой!“ Превращение Пипца в фильм; это будет означать, что мы? Не имеет значения? Но, в конце концов, истории такие разные. Наш фильм о парне, который находится в своём собственном духовном поиске, и он просто случайно одет в костюм супергероя. Но на самом деле он о парне, а не о костюме.»
Позже Миллар защищал «Супер» в свете обвинений в том, что он копировал его работу: "Люди говорили мне: «Боже мой, он срывает „Пипца“», потому что он выходит через год. Но Джеймс делал то же самое, когда я работал над «Пипцом». Оба проекта собирались вместе в одно и то же время." Миллар продолжал показывать «Супера» на своём комическом съезде «Kapow!» В Лондоне.
Ганн также ответил на обвинения, указав: «С одной стороны, это отстой, а с другой — кому плевать? Есть 4000 фильмов об ограблениях банков. У нас может быть пять фильмов про супергероев без полномочий. Для меня [эти] люди, которые притворяются, будто „Пипец“ был первым фильмом о супергероях без сил, тогда как это, очевидно, классический Джон Риттер в фильме „Герой в целом“».

## Связь с фильмом «Гори, гори ясно»
В сцене в середине титров фильма «Гори, гори ясно», над которым также работал Джеймс Ганн, Багряный Болт изображён на одной из фотографий, принадлежащей конспирологу, теоретику заговора, по имени «Большой Т» (Исполняет Майкл Рукер.)